# Lamplugzaura
Lamplugzaura (Lamplughsaura) – rodzaj roślinożernego dinozaura z podrzędu zauropodomorfów.
Żył w okresie wczesnej jury (synemur, około 196–190 mln lat temu) na terenach dzisiejszego subkontynentu indyjskiego. Jego szczątki znaleziono w Indiach. Dinozaur ten miał długie i silne tylne kończyny, prawdopodobnie jednak poruszał się czworonożnie. Długość ciała wynosiła ok. 9–10 m, a masa ok. 2–3 t.
Lamplugzaura jest uznawana za bazalnego zauropoda, mniej prawdopodobne jest zaklasyfikowanie jej jako jeszcze bardziej bazalnego zauropodomorfa. Jej nazwa została nadana na cześć Pameli Lamplugh z Uniwersytetu Londyńskiego, która finansowała budowę Information Sciences Institute (ISI) w Indiach.